# Estádio Nacional de Nyayo
O Estádio Nacional de Nyayo (em inglês: Nyayo National Stadium) é um estádio multiuso localizado em Nyayo, distrito de Nairóbi, capital do Quênia. Inaugurado em 1983, é utilizado prioritariamente para competições de futebol, sendo que o popular clube queniano AFC Leopards manda ali seus jogos oficiais por competições nacionais e continentais. No entanto, o estádio também sedia competições de atletismo, tendo sido sede oficial do Campeonato Africano de Atletismo de 2010, bem como o Campeonato Mundial Sub-18 de Atletismo de 2017. Conta com capacidade máxima para 30 000 espectadores.